# Katarzyna Kucharska-Demczuk
Katarzyna Kucharska-Demczuk (ur. 20 stycznia 1938 w Wilnie, zm. 25 września 1985) – polska lekarka o specjalizacji w zakresie chorób zakaźnych, doktor habilitowany nauk medycznych, adiunkt Katedry i Kliniki Chorób Zakaźnych Pomorskiej Akademii Medycznej w Szczecinie.

## Życiorys
Studia na Wydziale Lekarskim Pomorskiej Akademii Medycznej w Szczecinie ukończyła w 1961. W kolejnym roku zatrudniła się na Oddziale Chorób Zakaźnych Wojewódzkiego Szpitala Zespolonego w Szczecinie, gdzie uzyskała specjalizację I stopnia w zakresie chorób zakaźnych w 1965. W 1967 roku rozpoczęła pracę w Klinice Chorób Zakaźnych Pomorskiej Akademii Medycznej w Szczecinie, początkowo jako starsza asystentka, a od 1974 na stanowisku adiunkta. Tytuł specjalisty chorób zakaźnych uzyskała w 1970. Doktoryzowała się w 1973 na podstawie pracy zatytułowanej Obraz cytologiczny płynu mózgowo-rdzeniowego w niektórych wirusowych zapaleniach opon i mózgu u dorosłych. W swojej działalności naukowej skupiła się na neuroinfekcjach. W swoim dorobku naukowym zgromadziła 35 pozycji. Realizowała badania cytologiczne płynu mózgowo-rdzeniowego metodą osadową z wykorzystaniem techniki Johannesa Sayka, za które otrzymała nagrodę Rektora Pomorskiej Akademii Medycznej. Stopień doktora habilitowanego otrzymała w 1984 na podstawie osiągnięć naukowych i pracy zatytułowanej Cytopatologia płynu mózgowo-rdzeniowego w neuroinfekcjach – aspekty praktyczne i poznawcze.
Od 1962 należała do Polskiego Towarzystwa Epidemiologów i Lekarzy Chorób Zakaźnych.
Zmarła 25 września 1985 w wyniku ciężkiej choroby, została pochowana na cmentarzu Centralnym w Szczecinie.